# Polyura schreiber
Polyura schreiber es una especie de lepidóptero de la familia Nymphalidae (subfamilia Charaxinae), del género Polyura.

## Subespecies
- Polyura schreiber schreiber (Rothschild & Jordan, 1899)
- Polyura schreiber wardii (Moore, 1896)
- Polyura schreiber masica (Butler, 1883)
- Polyura schreiber assamensis (Rothschild, 1899)
- Polyura schreiber malayica (Rothschild, 1899)
- Polyura schreiber luzonica (Rothschild, 1899)
- Polyura schreiber entheatus (Fruhstorfer, 1914)
- Polyura schreiber valesius (Fruhstorfer, 1914)
- Polyura schreiber tisamenus (Fruhstorfer, 1914)
- Polyura schreiber bilarensis Jumalon
- Polyura schreiber predictus Schröder & Treadaway, 1980

## Localización
Esta  especie se localiza en Asia.